# 트레스마리아스토끼
트레스마리아스토끼 또는 트레스마리아스솜꼬리토끼(Sylvilagus graysoni)는 토끼과에 속하는 포유류의 일종이다. 멕시코 나야리트주의 일부 지역인 마리아스 섬의 토착종이다. 자연 서식지는 아열대 또는 열대 기후 지역의 건조림이다. 서식지 감소로 멸종 위협을 받고 있다.

## 아종
- Sylvilagus graysoni graysoni
- Sylvilagus graysoni badistes